# Melanitis dominans
Melanitis dominans är en fjärilsart som beskrevs av Hans Fruhstorfer 1908. Melanitis dominans ingår i släktet Melanitis och familjen praktfjärilar. Inga underarter finns listade i Catalogue of Life.